# 지에르조니우프

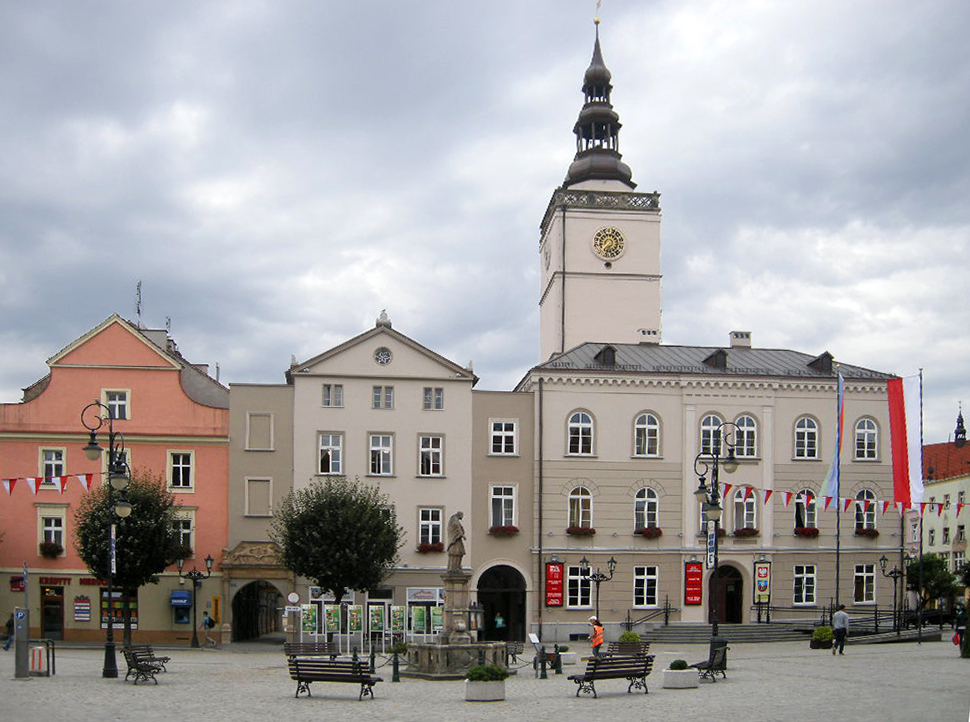
지에르조니우프 시청

지에르조니우프(폴란드어: Dzierżoniów, 독일어: Reichenbach)는 폴란드 돌니실롱스크주에 위치한 도시로 면적은 20.07km2, 높이는 261m, 인구는 34,396명(2008년 기준), 인구 밀도는 1,700명/km2이다.

시기
시 문장

## 자매 도시
- 독일 비쇼프스하임
- 체코 란슈크로운
- 영국 크루